# Rudolf Raftl
Rudolf Raftl (Viena, Imperio austrohúngaro, 7 de febrero de 1911-5 de septiembre de 1994) fue un futbolista austríaco, que también tuvo nacionalidad alemana entre 1938 y 1945 debido al Anschluss. Se desempeñaba como guardameta.

## Selección nacional

### Austria
Fue internacional con la selección de fútbol de Austria en 6 ocasiones. Formó parte de la selección que obtuvo el cuarto lugar en la Copa del Mundo de 1934, pese a no haber jugado ningún partido durante el torneo.

#### Participaciones en Copas del Mundo
| Mundial                        | Sede   | Resultado    | Partidos | Goles |
| ------------------------------ | ------ | ------------ | -------- | ----- |
| Copa Mundial de Fútbol de 1934 | Italia | Cuarto lugar | 0        | 0     |

### Alemania
Tras la anexión de Austria a la Alemania nazi, disputó 6 partidos internacionales con la selección alemana. Fue convocado para disputar la Copa del Mundo de 1938.

#### Participaciones en Copas del Mundo
| Mundial                        | Sede    | Resultado        | Partidos | Goles |
| ------------------------------ | ------- | ---------------- | -------- | ----- |
| Copa Mundial de Fútbol de 1938 | Francia | Octavos de final | 2        | 0     |

## Clubes
| Club         | País          | Año       |
| ------------ | ------------- | --------- |
| Hertha Wien  | Austria       | 1928-1929 |
| Rapid Viena  | Alemania nazi | 1930-1945 |
| First Vienna | Austria       | 1946-1948 |

## Palmarés

### Campeonatos regionales
| Título          | Club        | País          | Año  |
| --------------- | ----------- | ------------- | ---- |
| Gauliga Ostmark | Rapid Viena | Alemania nazi | 1940 |
| Gauliga Ostmark | Rapid Viena | Alemania nazi | 1941 |

### Campeonatos nacionales
| Título               | Club        | País          | Año  |
| -------------------- | ----------- | ------------- | ---- |
| Campeonato austríaco | Rapid Viena | Austria       | 1935 |
| Campeonato austríaco | Rapid Viena | Austria       | 1938 |
| Copa de Alemania     | Rapid Viena | Alemania nazi | 1938 |
| Campeonato alemán    | Rapid Viena | Alemania nazi | 1941 |